# Netelia coreensis
Netelia coreensis är en stekelart som beskrevs av Cha och Lee 1988. Netelia coreensis ingår i släktet Netelia och familjen brokparasitsteklar. Inga underarter finns listade i Catalogue of Life.